# Trachelopachys ignacio
Trachelopachys ignacio là một loài nhện trong họ Trachelidae.
Loài này thuộc chi Trachelopachys. Trachelopachys ignacio được Norman I. Platnick miêu tả năm 1975.